# Волгоградская епархия
Волгоградская епархия — епархия Русской православной церкви, объединяющая приходы и монастыри в средней части Волгоградской области (в границах городов Волгоград, Волжский, Камышин, а также Городищенского, Дубовского, Камышинского и Котовского районов). Входит в состав Волгоградской митрополии.
Епархиальный центр — Волгоград. Кафедральные соборы — Александро-Невский в Волгограде и Никольский в Камышине.

## История
Земли современной Волгоградской области с 1261 года входили в состав Сарской епархии, с 1555 года — в составе Казанской епархии. В 1606 году все церкви «по Волге, начиная от Саратова к югу, по Медведице и Хопру до Дона» были приписаны к Астраханской епархии. В 1799—1918 годах местные приходы входили в состав Саратовской епархии.
21 сентября (4 октября) 1918 года постановлением Священного Синода № 814 на жительство в Царицын был перемещён первый викарий Саратовской епархии епископ Петровский Дамиан (Говоров). При этом его титул стал «Царицынский», а титул правящего архиерея — «Саратовский и Петровский» вместо «Саратовский и Царицынский». В конце 1919 года он покинул город, был эвакуирован в Крым, через Константинополь переехал в Болгарию, где 19 апреля 1936 года умер в сане архиепископа Царицынского.
В 1918 году под нажимом властей были закрыты Камышинское уездное духовное училище, в 1920 году Усть-Медведицкое духовное училище. 9 октября 1922 года были ликвидированы монастыри.
Смятение в церковную жизнь города внёс Сергей Труфанов (запрещенный в 1911 году в служении иеромонах Илиодор), вернувшийся весной 1921 года в Царицын. Он создал религиозную общину и объявил себя «всероссийским патриархом», признал правильность учения и политику большевиков, заявлял, что его личные взгляды мало чем отличаются от коммунистических. В 1922 году Илиодор бежал за границу.
В июне 1922 года группа царицынского обновленческого духовенства, поддерживаемая местными властями, объявила о создании «Временного церковного управления Царицынской епархии» во главе с епископом Усть-Медведицким Модестом (Никитиным). «Царицынское епархиальное управление», опираясь на поддержку советских властей, развернуло кампанию по дискредитации епископа Нифонта (Фомина), требовало его удаления из Царицына. Летом 1922 года епископ Нифонт был обвинён в умышленном сокрытии церковных ценностей и арестован. 10 апреля 1923 года суд приговорил его к лишению свободы.
В Царицынской (с 1925 года Сталинградской) епархии в 1920—30-е годы одновременно существовали приходы Русской Православной Церкви и приходы различных обновленческих групп. В 1925 году в составе Сталинградской епархии Русской Православной Церкви было 35 приходов, а в руках обновленцев — 360 приходов. В дальнейшем властями проводилась целенаправленная политика закрытия храмов. На 1 января 1940 года в пределах Сталинградской области было закрыто около 580 храмов.
В условиях массового закрытия церквей богослужения в храмах Сталинграда по распоряжению архиепископа Петра (Соколова) (1930—1935) проводились круглосуточно, чтобы все верующие имели возможность их посещать. Священникам разрешалось совершать богослужения в частных квартирах.
В 1930-е годы участились аресты священнослужителей и верующих по обвинению в антисоветской деятельности, терроризме, шпионаже в пользу иностранных государств. С 1937 года Сталинградская кафедра не замещалась. 8 июля 1943 года «попечение о Сталинградской епархии» было возложено на архиепископа Саратовского Григория (Чукова), с усвоением ему титула «Саратовский и Сталинградский».
26 июня 1944 года приходы Сталинградской области были подчинены архиепископу Астраханскому Филиппу (Ставицкому), который стал именоваться Астраханским и Сталинградским.
На 1 января 1947 года в Сталинградской области действовали 40 храмов и молитвенных домов.
В конце 1950-х годов начались новые гонения на Церковь. Ряд храмов был разрушен, сократилось количество приходов. 15 июля 1959 года Сталинградская епархия была присоединена к Саратовской, получившей название «Саратовской и Сталинградской».
31 января 1991 года Волгоградская епархия была возрождена, будучи выделенной из состава Саратовской.
15 марта 2012 года Священный Синод Русской Православной Церкви принял решение о выделении из состава Волгоградской православной епархии Калачёвской и Урюпинской епархий, а также об образовании Волгоградской митрополии в составе Волгоградской, Калачёвской и Урюпинской епархий.

## Названия
- Царицынская — с 1918 года (?)
- Сталинградская — с 1925 года
- Саратовская и Сталинградская — с 1959 года
- Саратовская и Волгоградская — с 1961 года
- Волгоградская — с 1991 года

## Епископы
- Дамиан (Говоров) (4 октября 1918 — 1920)
- Трофим (Якобчук) (1923—1924)
- Тихон (Русинов) (4 июля 1924 — 22 декабря 1925) в/у
- Нифонт (Фомин) (1925—1927)
- Арсений (Смоленец) (14 ноября 1927 — 8 июля 1930)
- Димитрий (Добросердов) (8 июля — 26 августа 1930)
- Феодосий (Ващинский) (26 августа — 5 сентября 1930)
- Петр (Соколов) (5 сентября 1930 — 23 апреля 1935)
- Антоний (Романовский) (8 декабря 1935 — 15 января 1937)
- Филипп (Перов) (15 января 1937 — 1938)
  - 1938—1943 — кафедра вдовствовала
- Григорий (Чуков) (8 июль 1943 — 26 мая 1944)
- Гурий (Егоров) (1953—1953) в/у
  - В 1959 году Сталинградская епархия была упразднена и её территория включена в состав Саратовской епархии
- Герман (Тимофеев) (30 января 1991 — 28 декабря 2018)
- Феодор (Казанов) (с 28 декабря 2018)

## Благочиния и благочинные
Епархия разделена на 11 церковных округов:
- Александровское благочиние — протоиерей Игорь Малов
- Бекетовское благочиние — протоиерей Алексий Зимовец
- Волгоградское благочиние — протоиерей Анатолий Безбородов
- Городищенское благочиние — иерей Алексий Суханов
- Дубовское благочиние — протоиерей Сергий Ермаков
- Ельшанское благочиние — протоиерей Николай Бабак
- Зацарицынское благочиние — протоиерей Владислав Сидоренко
- Камышинское благочиние — протоиерей Анатолий Карпец
- Сарептское благочиние — протоиерей Сергий Тюпин
- Северное благочиние — иерей Дионисий Прозоров
- Сталинградское благочиние — иерей Олег Иващенко

## Монастыри
- Волгоградский Свято-Духовский монастырь в Волгограде (мужской)
- Свято-Вознесенский Дубовский монастырь в городе Дубовка (женский)